# GE Lighting
GE Lighting – amerykańskie przedsiębiorstwo, dział koncernu General Electric, produkujące sprzęt i akcesoria oświetleniowe, zatrudniające 17 000 pracowników. Siedziba przedsiębiorstwa znajduje się w Nela Park, East Cleveland, Ohio.
Przedsiębiorstwo założone przez Edisona, w 1911 przejęło 75%
akcji National Electric Light Association, zrzeszenia producentów oświetlenia, przejmując licencje i patenty na ich produkty. Przejęcie to był oprzedmiotem postępowania antytrustowego i w jego wyniku zrzeszenie zostało rozproszone. GE następnie przejął niektóre z przedsiębiorstw tworzących trust. Zostały one później połączone pod szyldem GE Edison lamp division. W lipcu 2011 GE Lighting osiągnął porozumienie na produkcję systemów chłodzenia LED według technologii Nuvetix i zainwestował w to przedsiębiorstwo 10 000 000 dolarów. Dwa tygodnie później ogłoszono zakup Lightech za kwotę opiewającą od 15 do 20 mln dolarów i przejęcie produkcji halogenowych i LED-owych źródeł światła.